# بيترو أوغستين
بيترو أوغستين (بالألمانية: Simone Augustin)‏ هي صحفية وكاتِبة ومؤلفة وشاعرة ألمانية، ولدت في 1976 في هاينسبرغ في ألمانيا.